# Беневан-л’Аббеи (кантон)
Беневан-л’Аббеи (фр. Bénévent-l’Abbaye) — кантон во Франции, находится в регионе Лимузен. Департамент кантона — Крёз. Входит в состав округа Гере. Население кантона на 2006 год составляло 3511 человек.
Код INSEE кантона 2305. Всего в кантон Беневан-л’Аббеи входят 10 коммун, из них главной коммуной является Беневан-л’Аббеи.

## Коммуны кантона
- Аррен — население 222 чел.
- Ожер — население 139 чел.
- Олон — население 173 чел.
- Аза-Шатене — население 132 чел.
- Беневан-л’Аббеи — население 852 чел.
- Сейру — население 121 чел.
- Шатлю-ле-Марше — население 363 чел.
- Марсак — население 719 чел.
- Мурью-Вьейвиль — население 580 чел.
- Сен-Гуссо — население 210 чел.